# Muhammad Husajn Tantawi
Muhammad Husajn Tantawi Sulajman (wym. [mæˈħæmmæd ħeˈseːn tˤɑnˈtˤɑːwi seleˈmæːn]; ur. 31 października 1935 w Kairze, zm. 21 września 2021 tamże) – egipski wojskowy i polityk, w latach 1991–2012 minister obrony i dowódca sił zbrojnych. Po ustąpieniu Husniego Mubaraka z urzędu prezydenta, w latach 2011–2012 pełnił obowiązki głowy państwa jako przewodniczący Najwyższej Rady Sił Zbrojnych.

## Życiorys
Muhammad Husajn Tantawi urodził się w 1935, służbę wojskową rozpoczął 1 kwietnia 1956. Ukończył studia magisterskie w dziedzinie nauk wojskowych. Początkowo służył w batalionie piechoty, którego dowództwo objął w późniejszym czasie. Brał udział w wojnach w 1956 (kryzys sueski), 1967 (wojna sześciodniowa) i 1973 (wojna Jom Kipur).
Pełnił funkcję attaché wojskowego w Pakistanie, szefa ds. planowania w Departamencie Operacji Wojsk Lądowych, a następnie szefa ds. operacji w tym departamencie, a także szefa ds. planowania Urzędu Operacji Sił Zbrojnych. Zajmował stanowiska szefa sztabu Wojsk Lądowych, dowódcy Wojsk Lądowych, dowódcy Straży Prezydenckiej oraz dowódcy Urzędu Operacji Sił Zbrojnych.
20 maja 1991 objął urząd ministra obrony i produkcji wojskowej oraz stanowisko szefa egipskich sił zbrojnych. W czasie protestów w Egipcie, 31 stycznia 2011 w nowym rządzie Ahmada Szafika zachował stanowisko ministra obrony, uzyskując jednocześnie nominację na urząd wicepremiera.
11 lutego 2011 został przewodniczącym Najwyższej Rady Sił Zbrojnych, która przejęła władzę w państwie po ustąpieniu prezydenta Egiptu Husniego Mubaraka w wyniku rewolucji egipskiej. Pełnił w tym czasie funkcję oficjalnego szefa państwa. 30 czerwca 2012 przekazał władzę pierwszemu demokratycznie wybranemu prezydentowi kraju, Muhammadowi Mursiemu.
Urząd ministra obrony początkowo zachował w powołanym 2 sierpnia 2012 gabinecie premiera Hiszama Kandila, jednakże już 12 sierpnia prezydent Mursi przeniósł go do rezerwy i zdymisjonował z rządu. Nowym dowódcą naczelnym egipskiej armii i ministrem obrony został generał Abd al-Fattah as-Sisi.